# De Gieter
De Gieter was een kraakpand, gelegen aan de Fort Willemweg 2 op het industrieterrein Bosscherveld in de Nederlandse stad Maastricht. Oorspronkelijk was het pand een ijzergieterij ("Fonderie Millen BV").
Het pand werd begin 2005 gekraakt door een groep krakers en kunstenaars afkomstig uit de Villa Vendex. Zij wilden in het pand wonen en ateliers inrichten, en tevens culturele activiteiten organiseren, onder de noemer culturele broedplaats.
De eigenaar van het pand, de gemeente Maastricht, spande direct een kort geding tegen de krakers aan, omdat zij plannen had het pand te slopen voor de aanleg van een parkeerterrein voor het naastliggende bedrijf Thomas Regout. Het geding diende op maandag 7 maart 2005. Anderhalve week later was de uitspraak. De gemeente won het kort geding en de krakers dienden het pand te verlaten, alsmede de proceskosten te betalen. Uiteindelijk werd het pand gesloopt en is er een parkeerterrein aangelegd.